# Мвасе, Меке
Меке Мвасе (англ. Meke Mwase; 6 июля 1972 года, Малави) — малавийский футболист, защитник. Бывший тренер сборной Малави.

## Игровая карьера
Играть в футбол начинал на родине. В 1994 году переехал в ЮАР, где играл четыре года. Вернулся в Малави в «Биг Буллетс», с которым выиграл четыре чемпионских титула подряд. За сборную дебютировал 17 августа 1991 года в товарищеском матче против сборной Мозамбика. С командой дошёл до полуфинала Кубка КЕСАФА 1992, где уступил сборной Замбии. Закончил международную карьеру 25 августа 2001 года матчем против сборной Зимбабве.

## Тренерская карьера
Тренерскую карьера также начал на родине, где тренировал местных грандов: «Ньяса Буллетс», «Сильвер Страйкерс» и «Азам Тайгерс». Ещё тогда выражал желание возглавить сборную Малави. В 2015 году возглавил поднявшийся в Премьер-лигу «Мбабане Хайлендерс». После этого вернулся в Малави, где поработал с «ТН Старс» и молодёжной сборной, пока не стал ассистентом тренера первой сборной Ронни ван Генёгдена. После того, как ФАМ не продлила контракт с бельгийцем, стал исполняющим обязанности главного тренера. В этом статусе возглавил сборную на Кубке КЕСАФА 2019 и дошёл с ней до финала, где уступил сборной ЮАР. В связи с этим 1 июля 2019 года был назначен тренером на постоянной основе. Несмотря на постоянную критику своей тактики, смог вывести «пламенных» на КАН 2021 всего в третий раз в истории. Тем не менее, практически перед самым турниром ассоциация уволила Мвасе и назначила вместо него румына Марио Мариницэ. Из сборной уходил со скандалом: его контракт истекал только в 2023 году, оснований для увольнения со стороны ФАМ не было, к тому же о своей отставке узнал только через СМИ. В связи с этим потребовал от ассоциации восстановить его в должности либо выплатить ему неустойку в размере 500 миллионов квачей, иначе угрожал подать в суд.

## Достижения
«Биг Буллетс»
- Чемпион Малави (4): 1988/99, 1999/00, 2000/01, 2001/02